# George Soulié de Morant
George Soulié de Morant (* 2. Dezember 1878 in Paris als George Soulié; † 10. Mai 1955) war ein französischer Diplomat, Sinologe und Schriftsteller. Bekannt ist er vor allem für seine seit etwa 1929 veröffentlichten Beiträge zur Akupunktur, mit denen er zu einem Wegbereiter der Akupunktur des 20. Jahrhunderts in Europa wurde.

## Leben und Werk
George Soulie de Morant wurde am 2. Dezember 1878 in Paris geboren, sein Vater war Ingenieur in den Diensten der Armee und seiner Mutter entstammte einer französischen Familie aus Louisiana. Bereits im Kindesalter lernte er die Sinologin Judith Gautier, Tochter des Schriftstellers Théophile Gautier, kennen. Diese brachte ihm die ostasiatische Kultur nahe und unterrichtete ihn zusammen mit dem in ihrem Haushalt lebenden chinesischen Gelehrten Tin-Tun-Ling vom achten Lebensjahr an in Mandarin. Seine formale Schulausbildung erhielt de Morant an einer Jesuitenschule (College des Jesuites de Saint-Ignace, rue de Madrid) und einem Gymnasium (lycée Condorcet) in Paris.
Ursprünglich plante de Morant Medizin zu studieren, der frühe Tod seines Vaters zwang ihn jedoch seine Pläne zu ändern und nach seiner Schulzeit selbst für seinen Lebensunterhalt aufzukommen. Nach seinem Militärdienst erhielt er 1899 aufgrund seiner guten Chinesischkenntnisse eine Anstellung als Sekretär in China. In den nächsten Jahren arbeitete er für verschiedene Gesellschaften und Firmen und schließlich auch für diplomatischen Dienst Frankreichs. Er lebte und arbeitete dabei in Shanghai, Hankou, Peking und Kunming, bis er 1911 nach einer schweren Malaria-Erkrankung nach Frankreich zurückkehrte. 1917 reiste er im Auftrag der französischen Regierung noch einmal nach China, um dort ein französisches Forschungszentrum für Archäologie und Künste einzurichten.
Bereits während seiner Zeit in China begann de Morant Beiträge zur Sprache und Kultur Ostasiens zu verfassen. Für sein Buch über die mongolische Sprache (Éléments de grammaire mongole) wurde er 1903 für den Prix Volney nominiert. Im gleichen Jahr wurde er zudem in die Société Asiatique aufgenommen. Nachdem er von seinem zweiten China-Aufenthalt zurückgekehrt war, begann er sich nach dem Ersten Weltkrieg ganz auf eine Karriere als Schriftsteller zu konzentrieren. Neben zahlreichen Werken über Kultur und Geschichte Ostasiens schrieb er auch Romane und übersetzte klassische Geschichten aus dem ostasiatischen Kulturkreis.
Anlässlich eines Arztbesuches seiner Tochter lernte de Morant 1927 den an Alternativmedizin interessierten Arzt Paul Ferreyrolles kennen. Mit diesem begann er dann eine langjährige Zusammenarbeit zu Themen der traditionellen chinesische Medizin vor allem aber der Akupunktur. Die Akupunktur hatte de Morant bereits während seiner Zeit in China kennengelernt und war dort eigenen Angaben zufolge auch von mehreren chinesischen Akupunkteuren unterrichtet worden. In Zusammenarbeit mit französischen Ärzten begann er mit Akupunktur gezielt zu experimentieren und zahlreiche Abhandlungen zu verfassen. 1929 erschien seine erste Veröffentlichung zur Akupunktur in einer homöopathischen Zeitschrift L’homéopathie Française und 1931 folgte eine weitere in der renommierten medizinischen Fachzeitschrift Science Médicale Pratique. Beide Artikel schrieb er jeweils in Zusammenarbeit mit Ferreyrolles. De Morant verfasste über 20 Publikationen zur Akupunktur, die wichtigste von ihnen war sein dreibändiges Werk L’acuponcture chinoise. Die einzelnen Bände wurden 1939, 1941 und 1955 veröffentlicht und seine langjährige Mitarbeiterin, die Ärztin Therese Martiny, stellte nach seinem Tode aus seinen Notizen und Aufzeichnungen noch zwei weitere Bände zusammen. L’acuponcture chinoise galt in den ersten Jahrzehnten nach ihrer Veröffentlichung eines der wichtigsten Standardwerke der westlichen Akupunktur.
De Morant versuchte die chinesische Akupunktur auf einen Kern zu reduzieren, der sich mit dem wissenschaftlichen Weltbild vereinbaren ließ oder zumindest mit ihm nicht in einem direkten Widerspruch stand. Er fasste über unterschiedliche Quellen versprengtes Einzelwissen zusammen und systematisierte es. Dabei stellte er auch erstmals umfangreiche Listen zusammen, die die Akupunkturpunkte mit denen ihnen zugesagten Wirkungen und beeinflussten Organen verbanden. Neben seinen eigenen Erfahrungen griff er dazu chinesische, koreanische und japanische Literatur zurück, darunter auch die beiden klassischen Texte aus der Ming-Zeit Zhen Jiu Da Cheng (ein 1601 von dem Arzt Yang Jizhou verfasstes Kompendium der Akupunktur und Moxibustion) und Yi Xue Ru Men (1575). Die in der westlichen Akupunktur zeitweise weit verbreiteten Begriffe und Konzepte der Meridiane (chin. jīngluò), Energie (chin. Qì) und der Organuhr wurden von ihm geprägt. Aufgrund seines Einflusses wird er auch gelegentlich als Vater der französischen oder auch der westlichen Akupunktur bezeichnet.

## Werke (Auswahl)
- Éléments de grammaire mongole. E. Leroux 1903
- Les Mongols, leur organisation administrative d’après des documents chinois (1905)
- Les Musulmans du Yun-nan (1909)
- La musique en Chine. E. Leroux 1911
- Lotus-d’or. E. Fasquelle 1912
- Essai sur la littérature chinoise. Mercure de France 1912 (Online-Kopie (pdf; 1,6 MB))
- Les contes galants de la Chine. Charpentier et Fasquelle 1921
- Le Palais des cent fleurs. E. Fasquelle 1922
- La Passion de Yang Kwe-Fei. L’Edition d’art, Paris, 1924 (Online-Kopie (rtf; 1,3 MB))
- La brise au clair de lune. Grasset, Paris, 1925 (Online-Kopie (word; 5,2 MB))
- Le Problème des bronzes antiques de la Chine (1925)
- Exterritorialité et intérêts étrangers en Chine. Paris: Paul Geuthner, 1925
- Théâtre et musique modernes en Chine, avec une étude technique de la musique chinoise et transcriptions pour piano, par André Gaillard (1926)
- L’Amoureuse Oriole, jeune fille, roman d’amour chinois du XIIIe siècle. Avec dix illustrations chinoises. E. Flammarion 1928
- Histoire de l’art chinois. Payot 1928
- L’Épopée des jésuites français en Chine (1534–1928). Grasset 1928
- Histoire de la Chine de l’antiquité jusqu’en 1929. Paris: Payot, 1929
- Divorce anglais. E. Flammarion 1930
- Anthologie de l’amour chinois. Mercure de France 1932
- Sciences occultes en Chine: la main. Nilson 1932
- Précis de la vraie acuponcture chinoise. Mercure de France 1934 (Online-Kopie; PDF; 2,1 MB)
- L’acuponcture chinoise. Mercure de France 1939, 1941, 1955
- La Vie de Confucius. H. Piazza 1939
- Les 47 rônins: Le trésor des loyaux samouraïs
- Bijou de ceinture.